# عملية سافوي

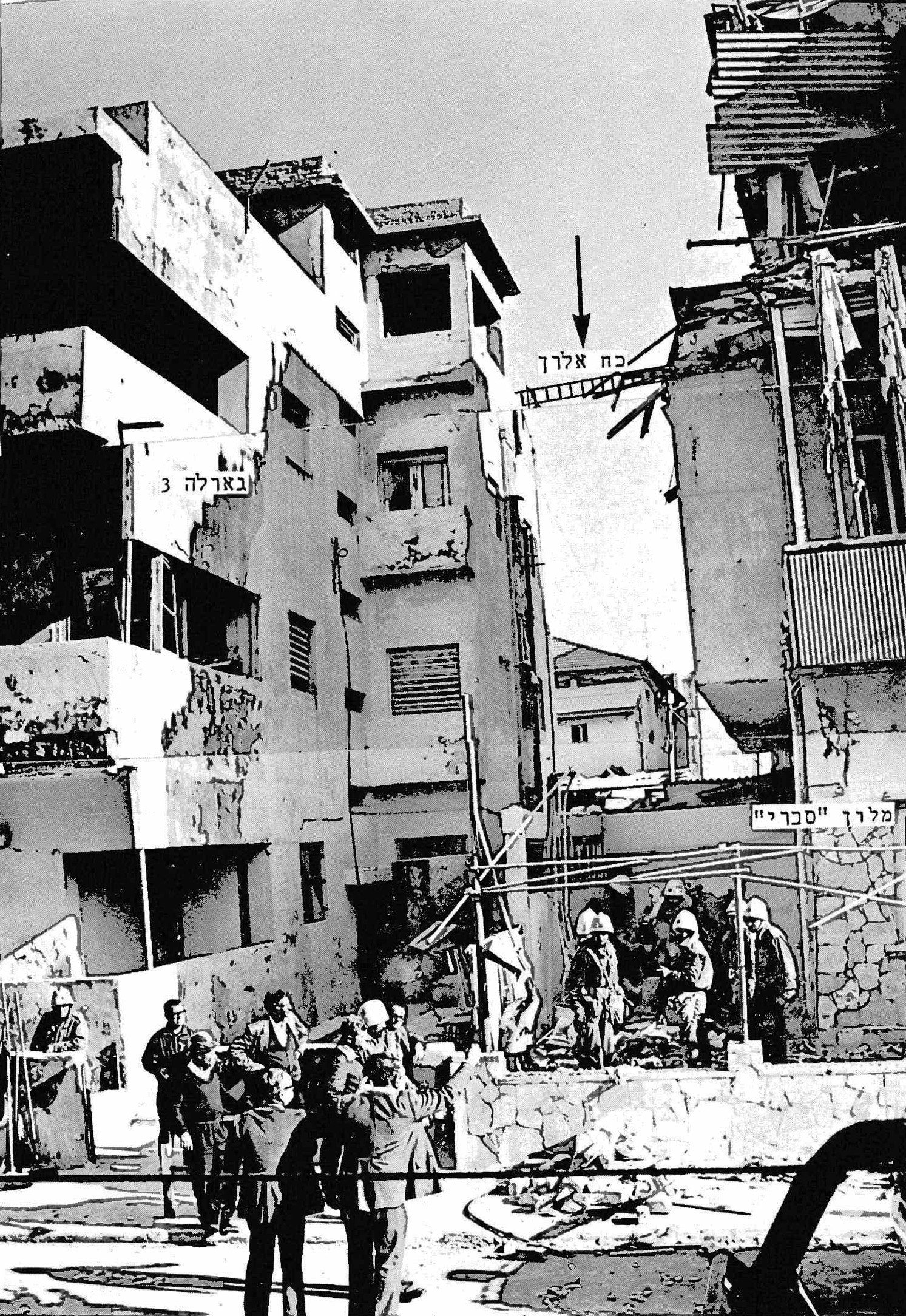
فندق سافوي - تل أبيب.

عملية سافوي عملية عسكرية لمنظمة التحرير الفلسطينية والتي قتل فيها العشرات من الضباط حيث لا يوجد رقم دقيق للقتلى إلا أن الرقم يتراوح ما بين (50 إلى 100) من الجانب الإسرائيلي ما بين جندي وضابط وجرح ما يزيد عن 150 جندي وضابط ومن ضمن القتلى العميد في الجيش عوزي يئيري أحد أكبر ضباط الاستخبارات الذي قاد عملية فردان وأدت إلى اغتيال القادة الثلاثة. وكانت العملية انتقاما لاغتيال القادة كمال عدوان وكمال ناصر وأبو يوسف النجار.

## مجريات العملية
ردًا على عملية الفردان خطط خليل الوزير عملية على الجانب الإسرائيلي. إنطلقت مجموعتين من المقاومة الفلسطينية بحرًا إلى تل أبيب مُخترقين الاحتياطات الأمنية، وصلت المقاومة فندق سافوي في تل أبيب واحتجزت عددًا من الرهائن وطالبت بالافراج عن معتقلين من السجون الإسرائيلية. استنفرت القيادات الاسرائيلية وحضر إلى المكان رئيس الحكومة إسحاق رابين، ووزير الدفاع شمعون بيريز، ورئيس الأركان مردخاي غور. إتخذت القيادة الاسرائيلية قرارًا برفض المطالب وشرعت وحدة القوات الخاصة الإسرائيلية بمهاجمة الفندق. فشل الهجوم الأول ولم تُفلح القوات الإسرائيلية في المحاولة الثانية، فقامت بإنزال قوات بالمروحيات على سطح الفندق أتبعتها بإدخال قوات من الأبواب الخلفية أطلقت نيران كثيفة وأطلقت دبابات نيرانها على سطح الفندق. إستمر الإشتباك حتى نفذت ذخيرة المجموعة الفلسطينية.

## منفذو العملية
- خضر أحمد جرام (الملازم خضر)، قائد المجموعة، من مواليد الرملة 1947.
- عمر محمود محمد الشافعي (أبو الليل الهندي)، من مواليد جنين 1955.
- أحمد حميد أحمد أبو قمر (أبو عبيدة الجراح)، من مواليد غزة 1948.
- عبد الله خليل عبد الله كليب (مصالحة خليل الهزّاع)، من مواليد طولكرم 1955.
- محمد ضياء الدين الحلواني (عصام بهاء الدين السيوفي)، من مواليد نابلس 1948.
- موسى العبد أبو ثريا (موسى عزمي)، من مواليد غزة 1957.
- نايف نجد إسماعيل الصغير (زياد طارق)، من مواليد أذنا-الخليل 1954.
- موسى جمعة حسن (موسى أحمد)، من مواليد السلط 1952، وهو الناجي الوحيد.[2]

## عودة جثامين المجموعة المقاومة
احتجزت إسرائيل الجثامين في مقابر الأرقام حتى سنة 2012. وريت جثامينهم الثرى في ذات الضريح في مقبرة مدينة رام الله.